# 周學湘
周學湘（1897年4月13日（清光绪二十三年三月十二）－1992年），字恆德，浙江餘姚人。中華民國全國總工會主席，國大代表。绍兴中学畢業。1924年入上海華成菸廠捲菸部任職，1927年革命軍抵達上海，成立華成菸廠工會，擔任主席。參與过五四運動、五三慘案。

## 歷任
1. 上海市總工會常委、主席、理事長，
2. 上海市勞資仲裁會委員，勞資評斷委員
3. 上海市抗敵後援會常務委員戰地服務團團長，農工部設計委員，社會部計劃委員
4. 制憲國大代表
5. 上海市国民黨部執行委員
6. 一二八和八一三战役組織戰地服務團任團長

## 简历
1. 1939年任浙江餘姚縣黨部特派員及書記長、浙江臨時參議會議員、浙江省抗日委員會委員。
2. 1940年奉命赴滬任中央特派駐滬工運督導專員，領導地下翁做組織成立上海市工人協進會主任委員，兼任軍統局上海站長，負責敵後工作，迭奉中央電令嘉勉。
3. 太平洋战争后，中央駐滬工作人員多數遭捕，聯絡中斷，赴渝向中央請示後仍回滬領導繼續展開工作，勝利後，中央頒發勝利獎章獎狀。
4. 1946年對日抗戰勝利後，接收整理各業公會。督導改選加強組織各業公會。
5. 1947年9月出國赴加拿大參加第35屆國勞大會，會畢赴美訪問考察又赴比利時出席紡織會議，事畢赴法英德等考察。
6. 1947年2月回國當選上海市工人反共戟亂委員會主任委員。
7. 1948年當選第一屆國民大會代表，全國總工會常務理事、主席(任職23載)、出席自由工聯大會，亞盟及世盟中國總會常務理事。
8. 1960年9月30日以全國總工會主席之職和副秘書長路國華應美國政府邀請，赴美訪問